# Merkaz Šapira
Merkaz Šapira (hebrejsky מֶרְכַּז שַׁפִּירָא‎, doslova „Šapirovo Centrum“, v oficiálním přepisu do angličtiny Merkaz Shappira, přepisováno též Merkaz Shapira) je vesnice typu společná osada (jišuv kehilati) v Izraeli, v Jižním distriktu, v oblastní radě Šafir.

## Geografie
Leží v nadmořské výšce 48 metrů v pobřežní nížině, v regionu Šefela. Východně od osady protéká vodní tok Lachiš.
Obec se nachází 11 km od břehu Středozemního moře, přibližně 43 km jižně od centra Tel Avivu, 50 km jihozápadně od historického jádra Jeruzaléma a 5 km jihozápadně od města Kirjat Mal'achi. Merkaz Šapira obývají Židé, přičemž osídlení v tomto regionu je etnicky převážně židovské.
Merkaz Šapira je na dopravní síť napojen pomocí dálnice číslo 3.

## Dějiny
Merkaz Šapira byl založen v roce 1948. Vznikl jako středisko veřejných institucí určené pro okolní zemědělské vesnice. Působí tu zejména regionální školské ústavy – náboženská základní škola, ješiva Or Ecjon (אור עציון‎), vyšší ješiva, několik synagog, dále zdravotní středisko, obchody, knihovna a sportovní areály. Většina obyvatel pracuje ve školství nebo za prací dojíždí mimo obec.
Zpočátku se vesnice nazývala Deganim (דגנים‎). Nynější jméno připomíná izraelského politika náboženské orientace Chajima-Moše Šapiru. Díky stavební expanzi se původní obec proměnila na sídlo městského rezidenčního typu.

## Demografie
Podle údajů z roku 2014 tvořili naprostou většinu obyvatel v Merkaz Šapira Židé (včetně statistické kategorie "ostatní", která zahrnuje nearabské obyvatele židovského původu ale bez formální příslušnosti k židovskému náboženství).
Jde o menší obec městského typu s populací, jejíž prudký růst se po roce 2000 zpomalil. K 31. prosinci 2014 zde žilo 2203 lidí. Během roku 2014 populace stoupla o 3,2 %.
| Rok            | 1961 | 1972 | 1983 | 1995 | 2001 | 2003 | 2004 | 2005 | 2006 | 2007 | 2008 | 2009 | 2010 | 2011 | 2012 | 2013 | 2014 |
| -------------- | ---- | ---- | ---- | ---- | ---- | ---- | ---- | ---- | ---- | ---- | ---- | ---- | ---- | ---- | ---- | ---- | ---- |
| Počet obyvatel | 79   | 474  | 972  | 1438 | 2710 | 2798 | 2910 | 2973 | 2961 | 2987 | 2982 | 2156 | 2147 | 2244 | 2141 | 2135 | 2203 |